# Tekkan
Il tekkan (鉄管?, tekkan, tubo di ferro),noto anche come tetsu ken o tettō (鉄刀?, tettō, spada di ferro), è un'arma giapponese usata durante tutto il periodo Edo, fino all'inizio del XX secolo. Era un manganello di ferro; poteva assomigliare a un wakizashi con lama smussata in ferro, oppure a una versione in ghisa del kabutowari.
I tekkan divennero molto popolari durante il periodo Edo, quando erano comunemente trasportati da ricchi mercanti e agricoltori, ai quali era proibito per legge trasportare o possedere spade o altre armi affilate. I tekkan, non avendo alcuna affilatura, erano sempre stati consentiti dalla legge.
Nel 1876, il governo Meiji approvò l'Editto di Haitōrei, spesso chiamato "Atto di Abolizione delle Spade". Questa legge proibiva a tutti i giapponesi, compresi gli ex membri della classe guerriera dei samurai, di portare armi in pubblico. Questo divieto portò a un'impennata della popolarità di un certo numero di armi non affilate, nonché di spade mascherate di vario genere. Dopo l'entrata in vigore dell'Editto di Haitōrei, anche i membri della classe dei samurai iniziarono a trasportare i tekkan come armi di autodifesa.

## Galleria d'immagini

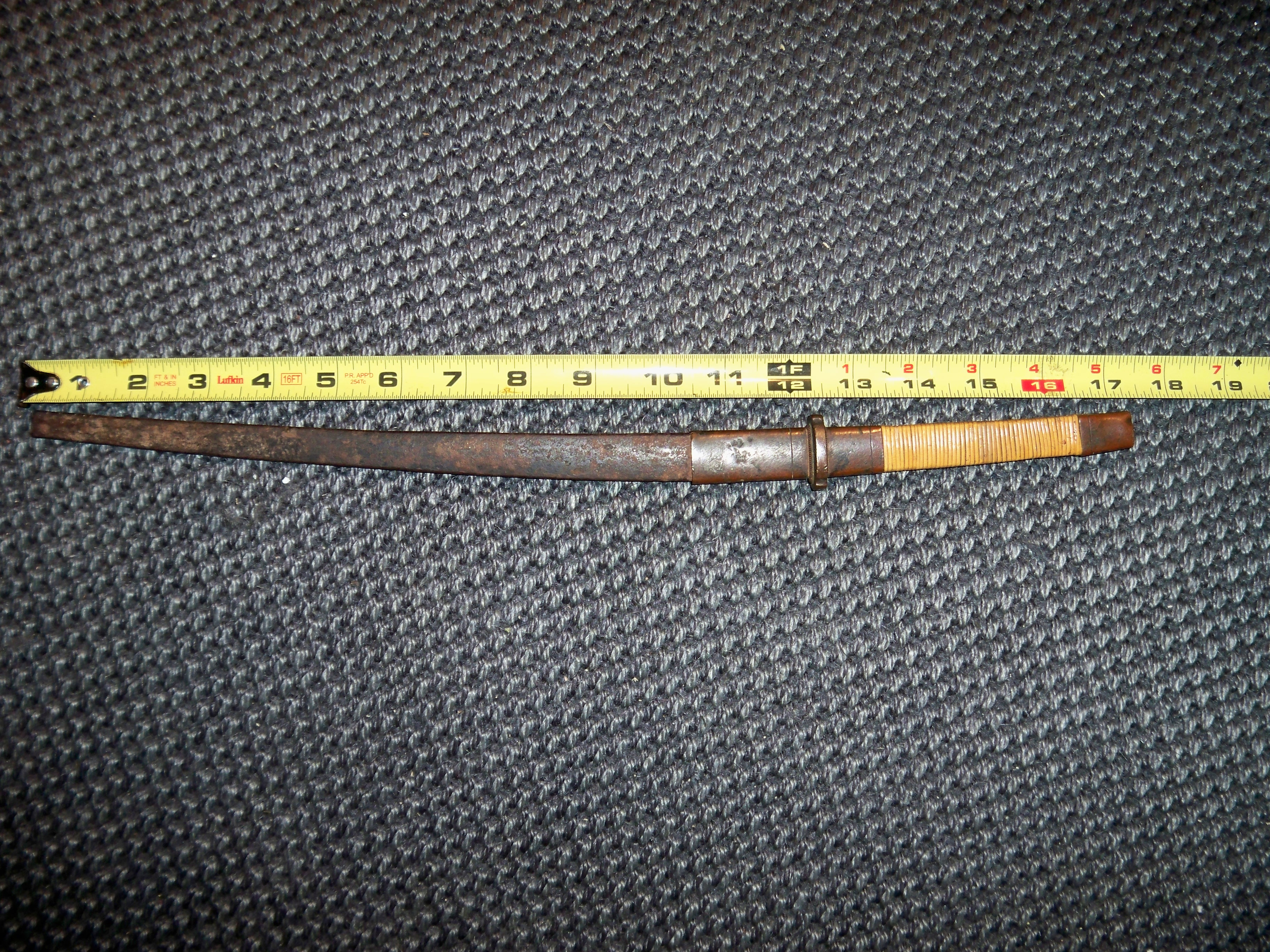
Un tekkan.
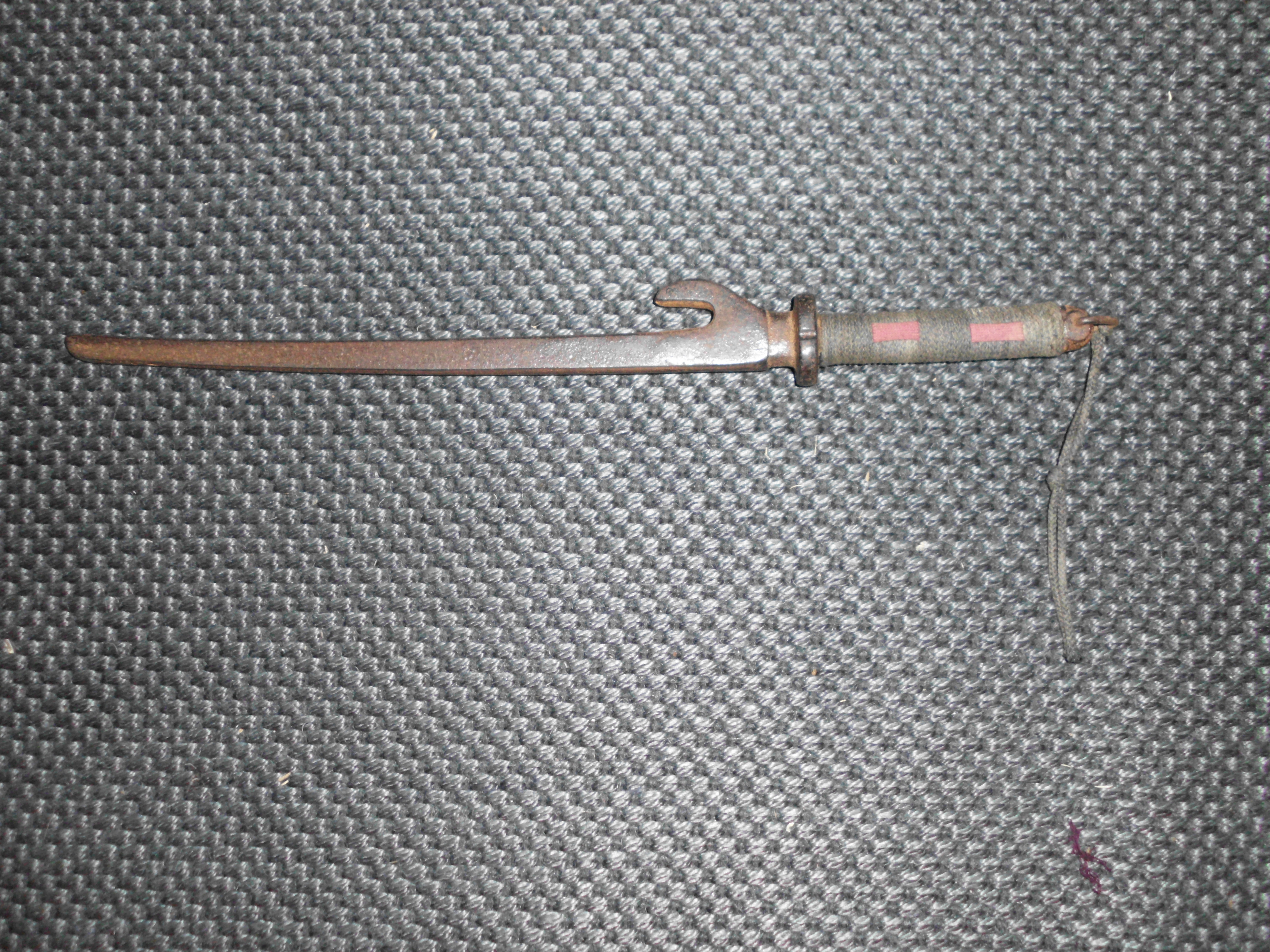
Kabutowari, antico manganello in ghisa, simile a un tekkan con una sporgenza vicino alla guardia.